# Alberto Piedrahíta Pacheco
Alberto Piedrahíta Pacheco (Líbano, Tolima, 1 de septiembre de 1931 - Bogotá, 20 de octubre de 2014) fue un periodista y locutor deportivo colombiano.

## Biografía
Piedrahíta nació en el departamento de Tolima. De allí se trasladó a Bogotá a estudiar periodismo radial. 
En 1948 entró a RCN Radio a dirigir los programas deportivos como los cubrimientos de Clásico RCN, Vuelta a Colombia, Campeonato Colombiano, Copa Mundial de Fútbol, Juegos Olímpicos y Campeonato Mundial de Ciclismo. En 1964 participó en una película con Julio Luzardo y Juan Harvey Caicedo, El río de las tumbas.
En 1974 regresó a Caracol Radio para dirigir los cubrimientos deportivos con Hernán Peláez, Benjamín Cuello, Iván Mejía Álvarez y Édgar Perea en los programas radiales en La Luciérnaga. Se retiró por problemas de salud hasta su muerte en Bogotá, el 20 de octubre de 2014.